# Chlorid osminatý
Chlorid osminatý je anorganická sloučenina s chemickým vzorcem OsCl2. Je to jediný halogenid s osmiem v oxidačním čísle +2.

## Příprava
Chlorid osminatý lze připravit disproporcionací chloridu osmitého při teplotě 500 °C ve vakuu:
2 OsCl3 → OsCl4 + OsCl2

## Vlastnosti
Chlorid osminatý je hygroskopická tmavě hnědá pevná látka. Je nerozpustný ve vodě, ale je rozpustný v ethanolu a etheru. Chlorid osminatý nereaguje s kyselinou chlorovodíkovou ani sírovou. Reaguje s oxidem uhelnatým při teplotě 220 °C:
OsCl2 + 3 CO → Os(CO)3Cl2

## Využití
Chlorid osminatý může být využit ke katalytické výrobě trialkylaminů.